# La figlia del mare (film 1915)
La figlia del mare: ovvero Il delitto del capitano Cuttle (A Daughter of the Sea) è un film muto del 1915 diretto da Charles M. Seay.

## Trama
Sognando una vita migliore, Margot - figlia di un pescatore e orfana di madre - passa il tempo a leggere riviste di moda e di pettegolezzi su personaggi famosi. Conosce Jack e se ne innamora. Lui vorrebbe sposarla, ma sua madre vuole costringerlo a corteggiare una ragazza della sua stessa posizione sociale. Margot torna a casa con le pive nel sacco, delusa dai ricchi e dal comportamento di Jack. Ma suo padre, il pescatore, la incita a non cedere, dato che la mamma di Margot di nascita era di ottima famiglia.
La ragazza viene a sapere che Adele, la sorella di Jack, ha una relazione con Gibson, un uomo sposato. Cerca di mettere in guardia Adele, ma questa crede che lo faccia solo perché è interessata lei a Gibson. Folle di gelosia e di rabbia, provoca una scenata durante la quale spara incidentalmente a Gibson, che resta ucciso.
Accusata dell'omicidio, Margot tace e accetta il verdetto che la condanna. Alla fine, però, la verità viene a galla e Jack e Margot possono finalmente sposarsi.

## Produzione
Il film, girato a Block Island, Rhode Island, fu prodotto dalla Equitable Motion Pictures Corporation. In origine il film era stato intitolato The Fisher Girl.

## Distribuzione
Distribuito negli Stati Uniti dalla World Film, uscì nelle sale il 22 novembre 1915. In Italia venne distribuito da I.N.C.E. nel 1922/23.